# توماس فاونتن بلو
توماس فاونتن بلو (بالإنجليزية: Thomas Fountain Blue)‏ هو أمين مكتبة أمريكي، ولد في 6 مارس 1866 في فارمفيل في الولايات المتحدة، وتوفي في 10 نوفمبر 1935 في لويفيل في الولايات المتحدة.